# الحدبة (عمران)
الحدبة هي إحدى قرى الجمهورية اليمنية. وهي تتبع جغرافيًا لمحافظة عمران. وإداريًا لمديرية العشة. يبلغ تعداد سكانها 1392 نسمة حسب الإحصاء الذي جرى عام 2004.